# سن توب
سن توب (بالإنجليزية: Sun Top) هو علامة تجارية عالمية للمشروبات والعصائر مملوكة لشركة كو-رو الدنمارك للأغذية (بالإنجليزية: CO-RO)، يتم انتاجه وتوزيعه حول العالم من خلال شراكات توزيع في 80 دولة و مصانع محلية في ما يزيد عن 12 دولة. حققت الشركة إيرادات قدرها 1.87 مليار كرونة دانمركية في عام 2023.

## النشأة

السيد سن توب

تأسست شركة كو-رو لانتاج المشروبات والمثلجات عام 1942علي يد الأخوين الدنماركيين فليمنج و جيب بيترسن (بالإنجليزية: Flemming & Jep Petersen) في غرفة مساحتها 16 متراً مربعاً في ضواحي كوبنهاجن.

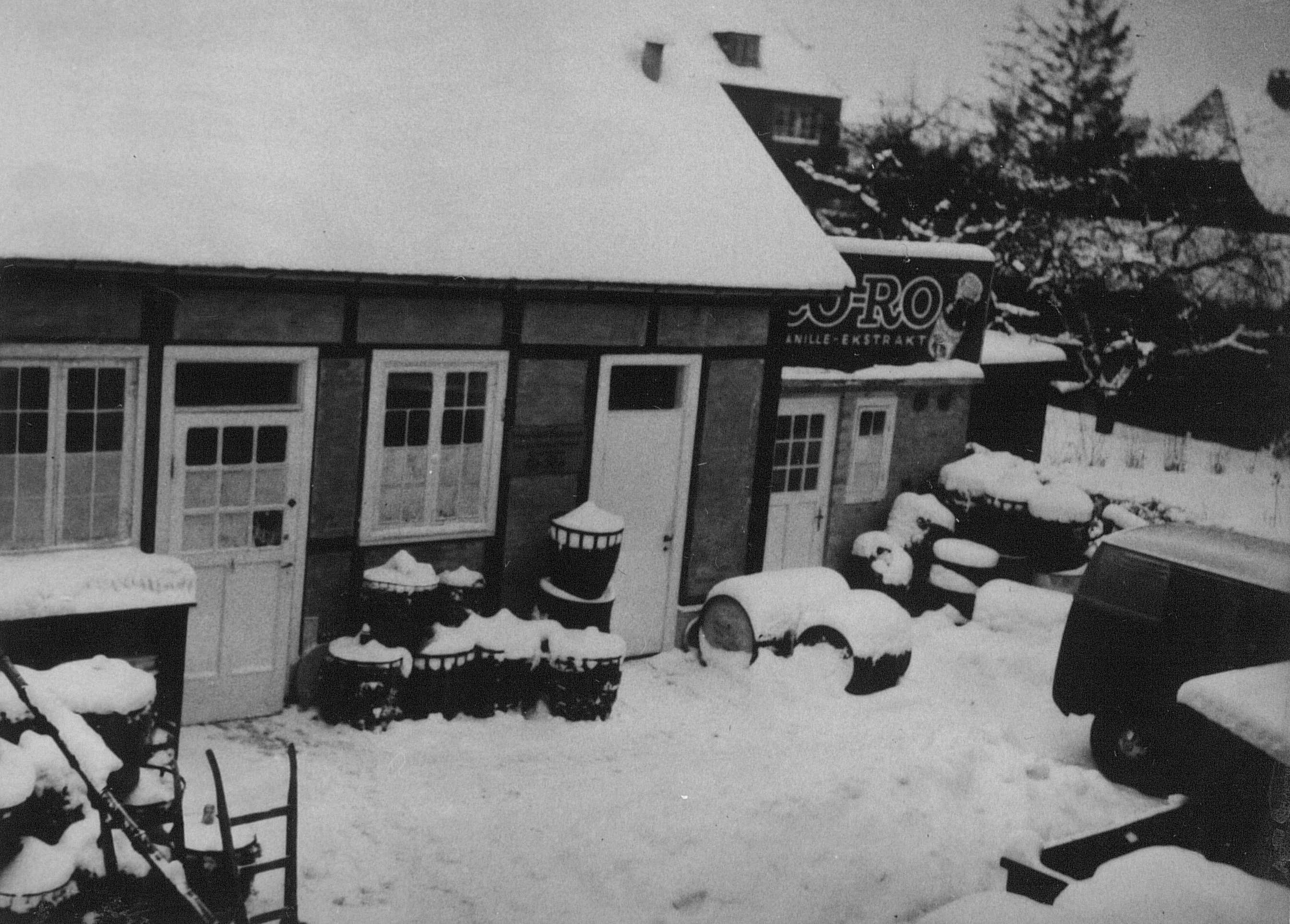
المصنع الاول لشركة كو-رو في الدنمارك

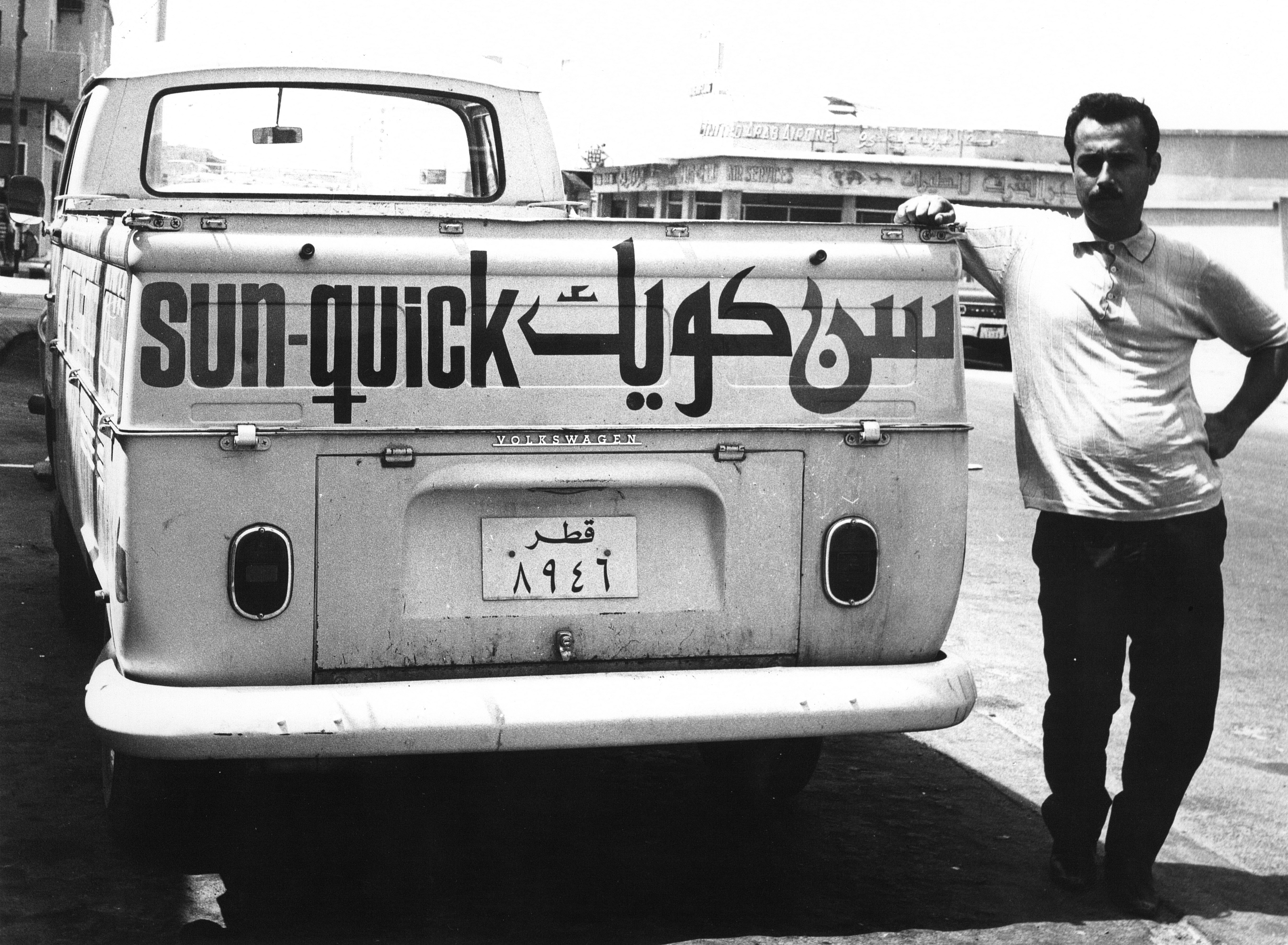
سيارة توزيع في قطر لمنتج سن كويك في الستينات

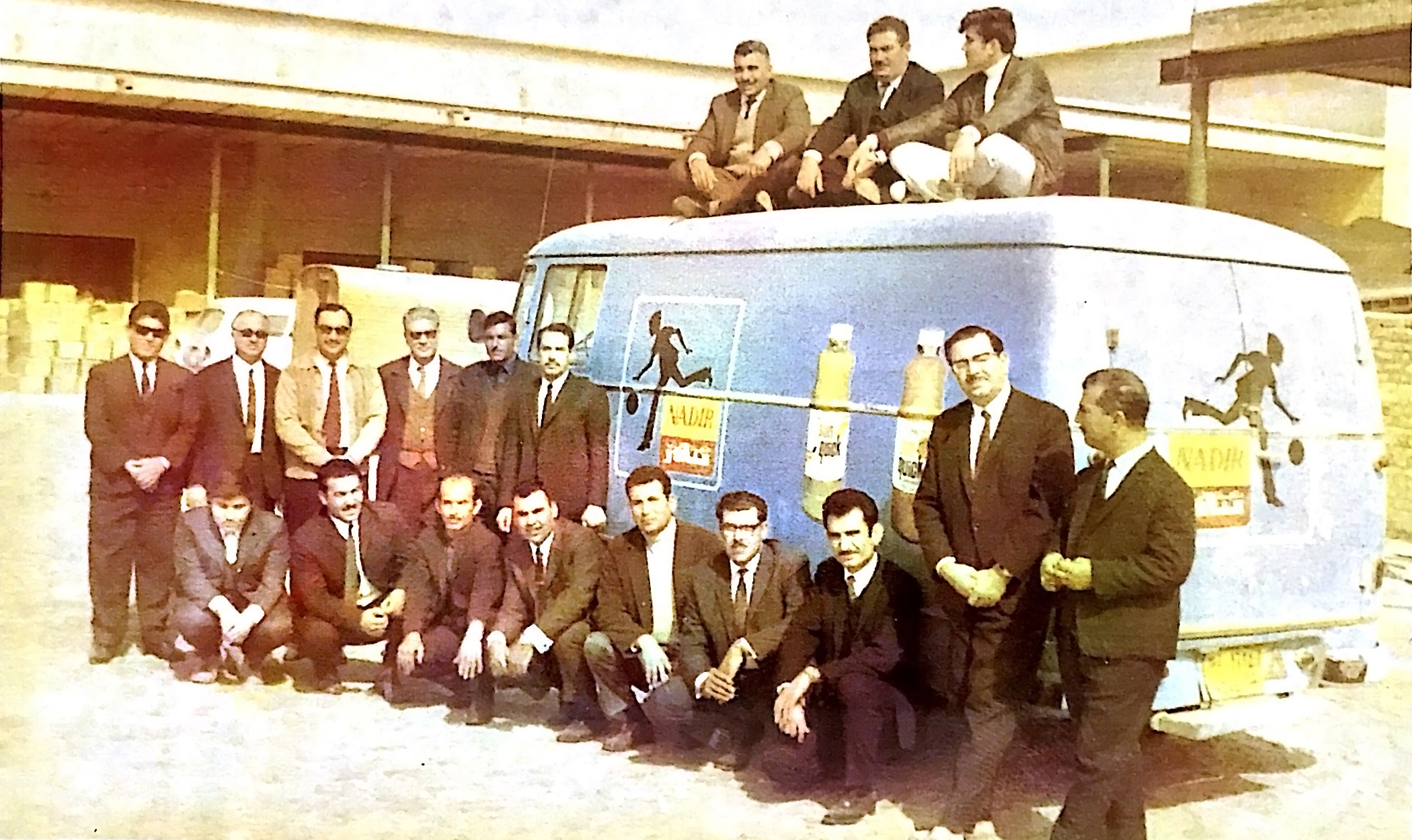
شركة النادر موزع كو-رو في العراق بالستينات

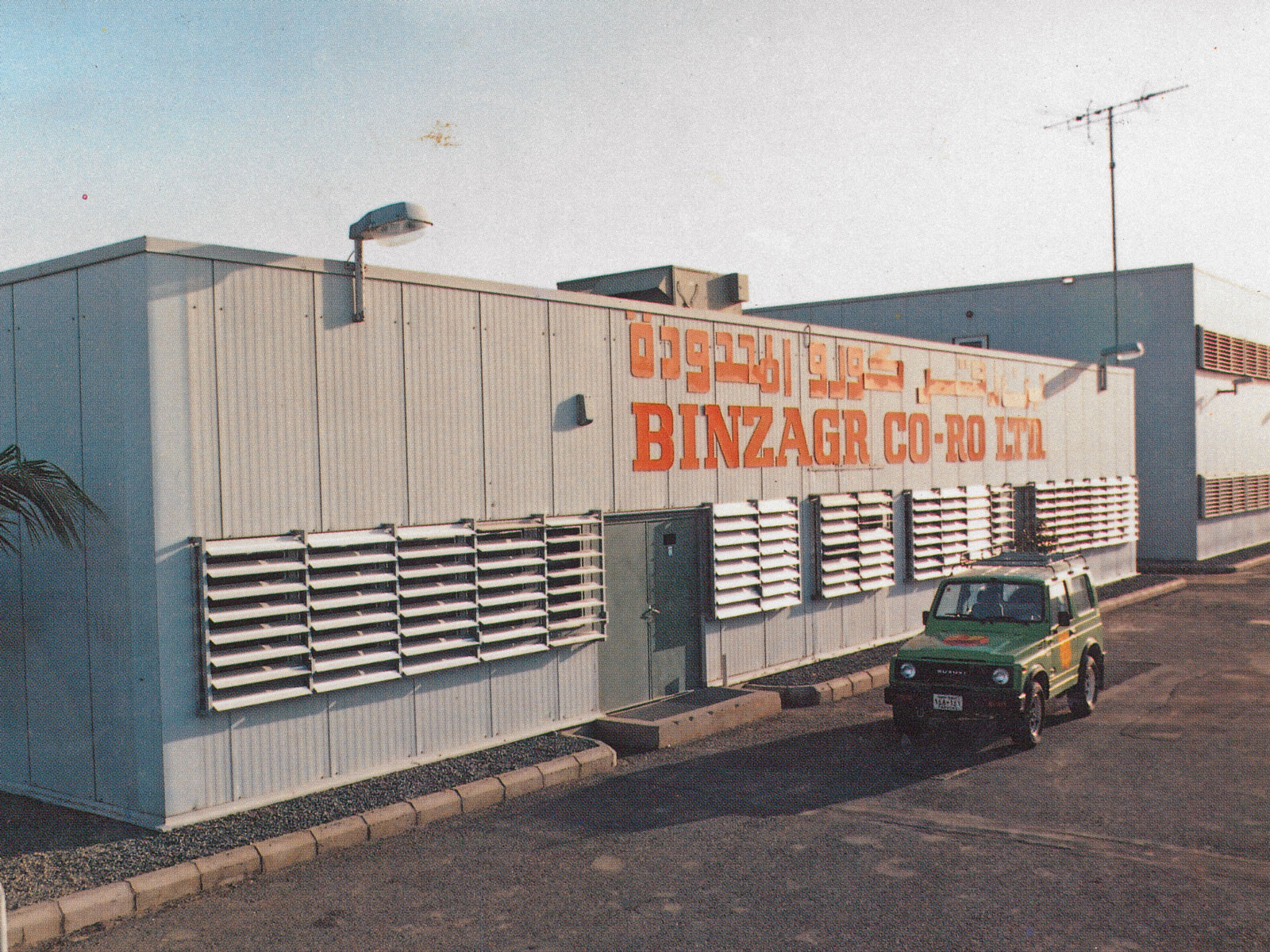
مصنع بن زقر كو-رو الأول في السعودية

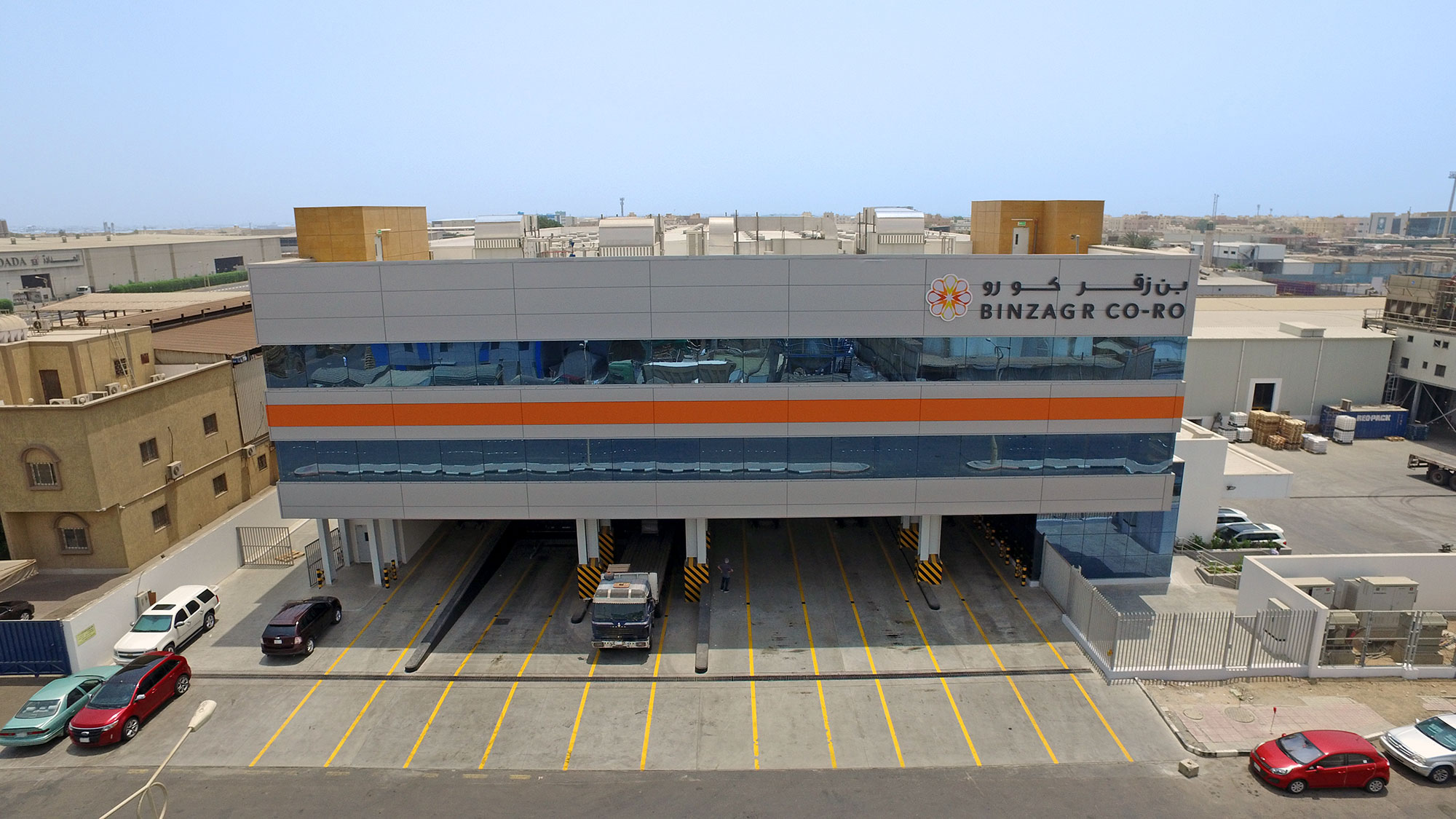
مصنع بن زقر كو-رو السعودية في 2018

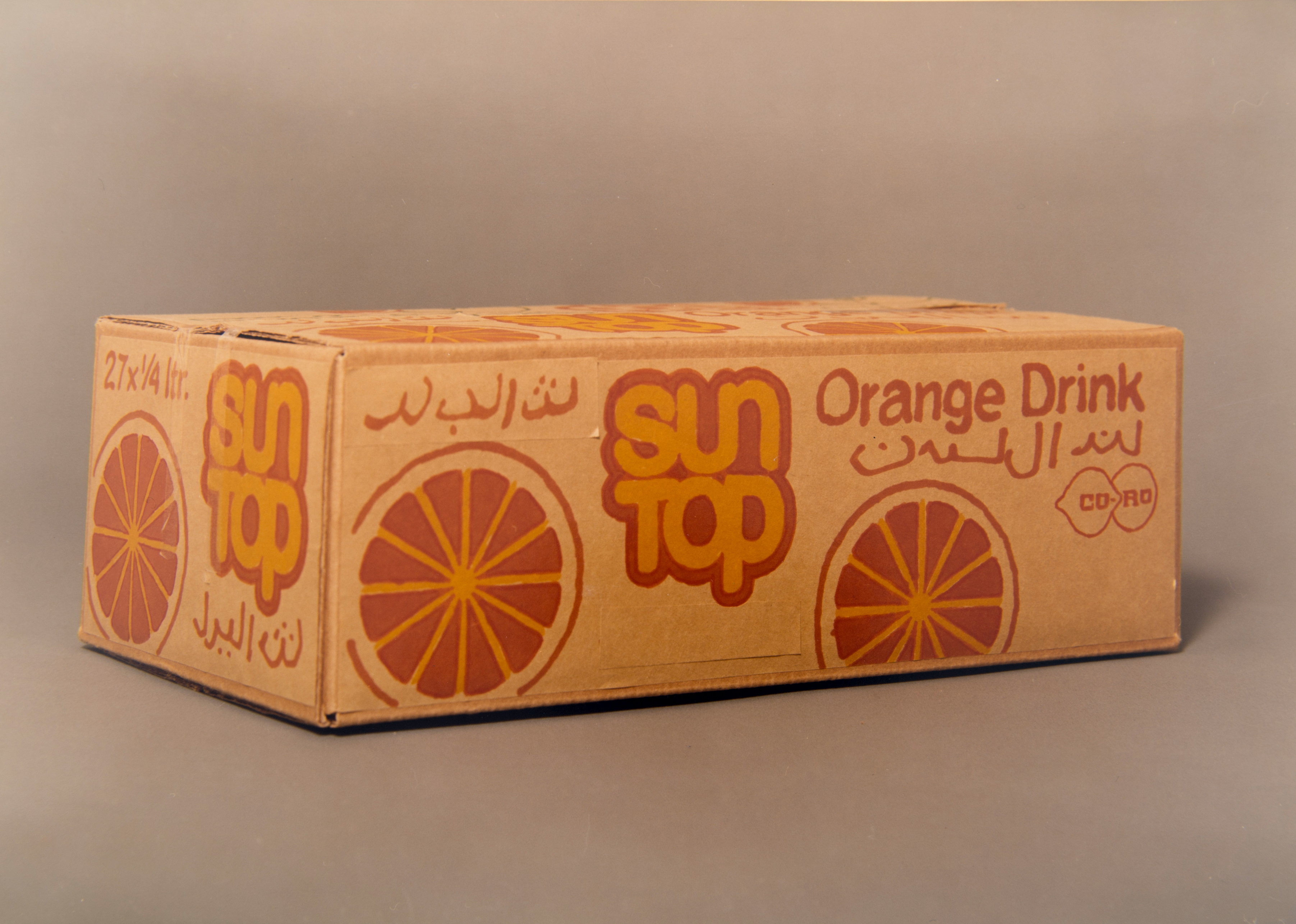
عبوة عصير سن توب برتقال في السبعينات

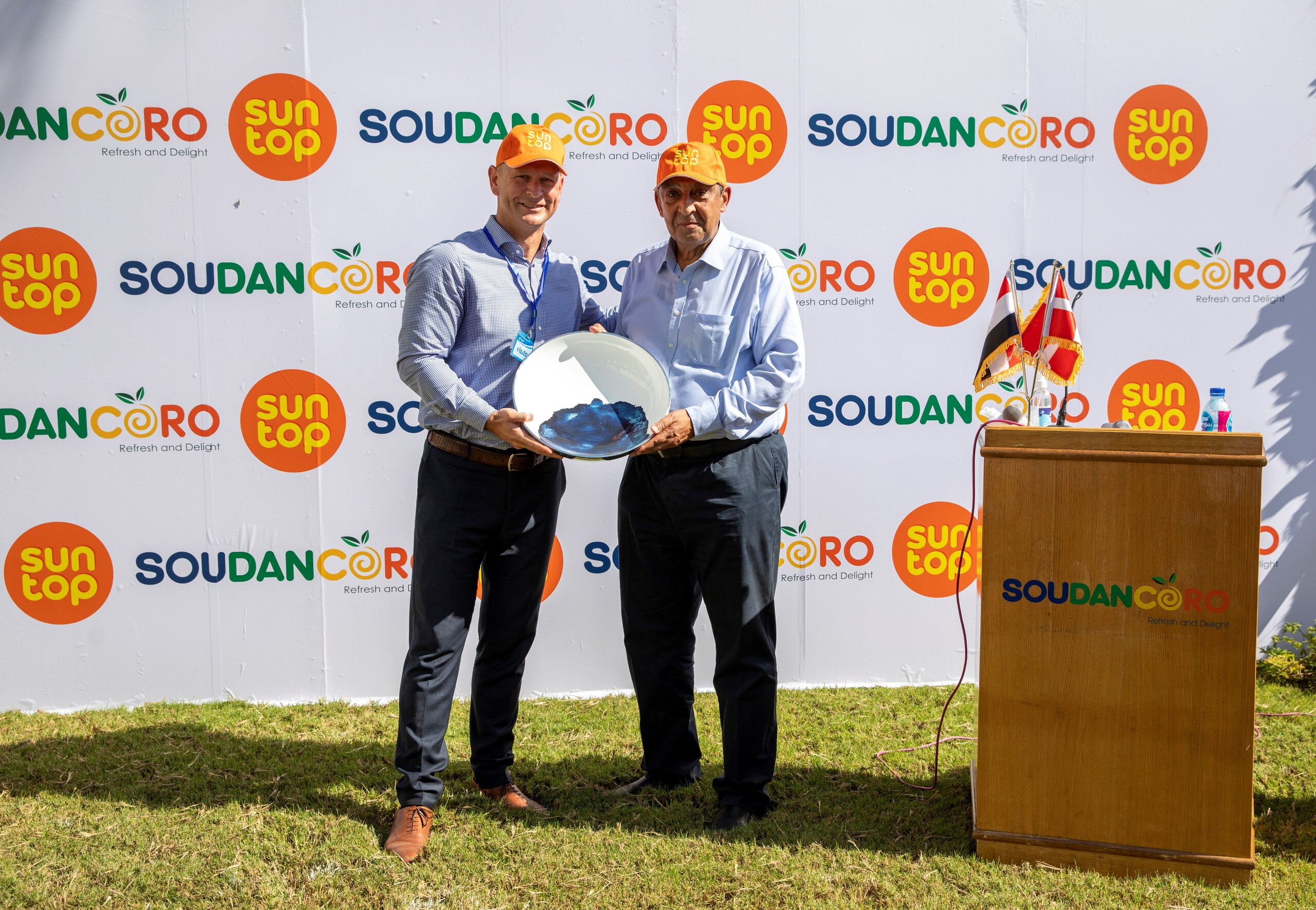
احتفال افتتاح مصنع سودان كو-رو في مصر 2021

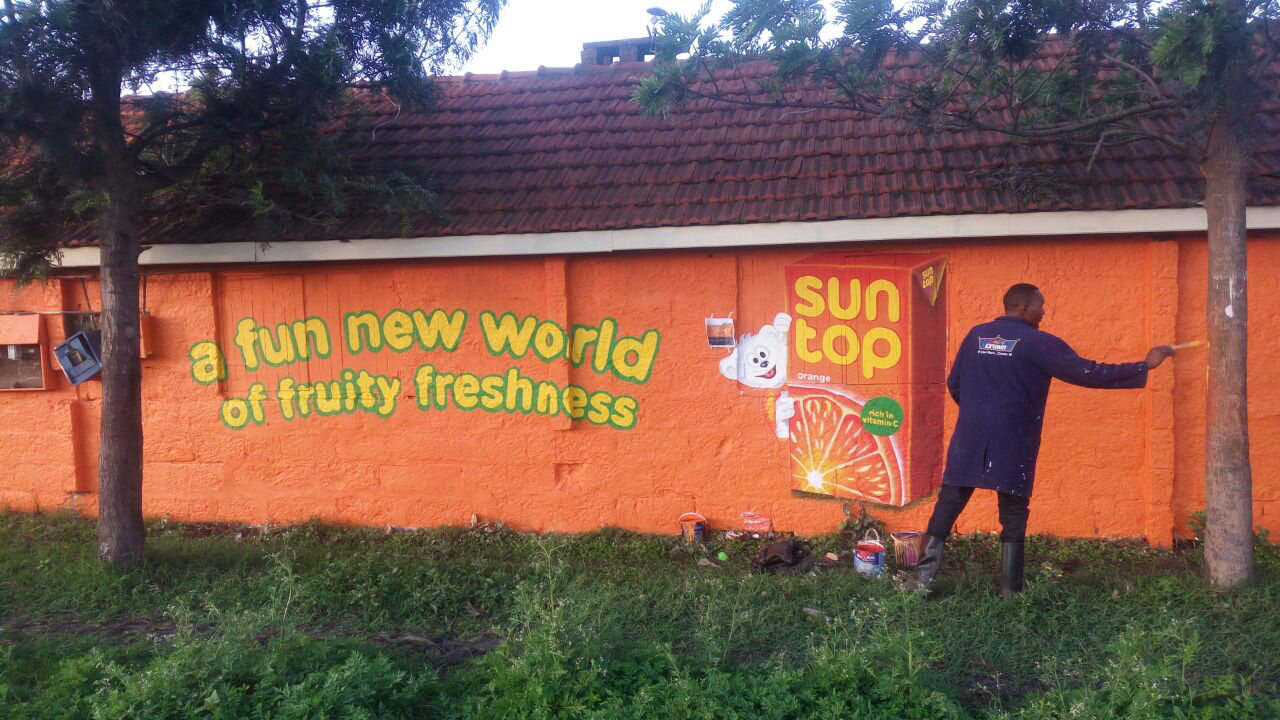
اعلان جداري سن توب في كينيا 2017

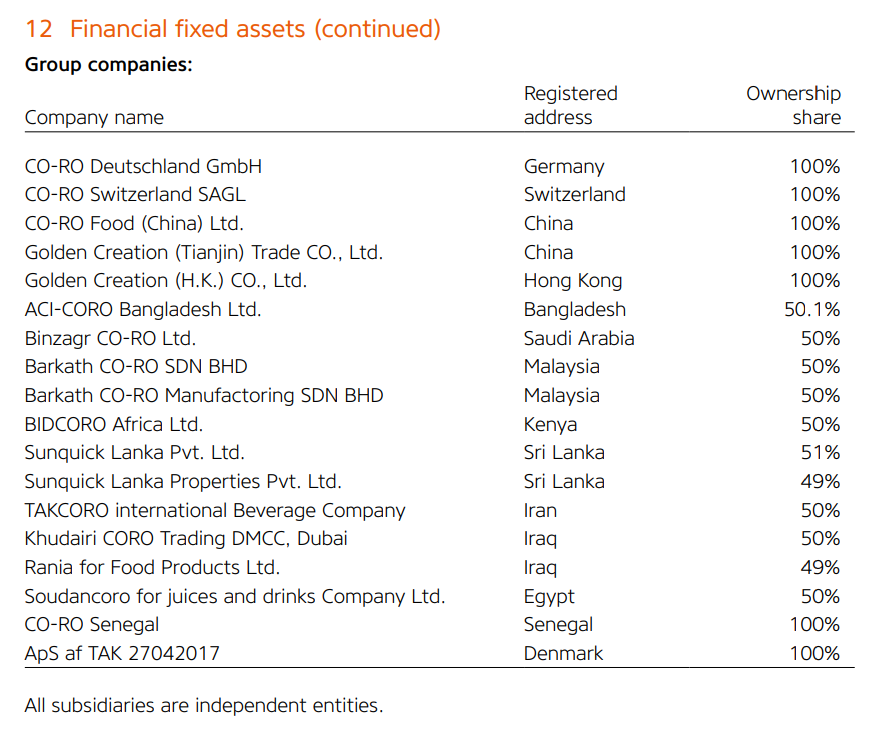
الشركات المملوكة لـ كو-رو حول العالم ونسبة الملكية.

شهدت فترة الستينيات توسع الشركة علي المستوي الدولي مع إنشاء مصانع في أوروبا والشرق الأوسط وآسيا.
تم اطلاق العلامة التجارية سن توب عام 1978 في الشرق الأوسط وشمال أفريقيا.
اصبحت شخصية الدب القطبي (السيد سن توب) العلامة المميزة لمنتجات سن توب منذ فترة الثمانينات.
وتعد نكهه البرتقال النكهة الاولي لمنتج عصائر سن توب منذ اطلاقه. خلال التسعينات تم اطلاق نكهه المانجو و الكولا
في عام 2018 تم اطلاق منتج سن توب كمثلاجات.
يقع المقر الرئيسي للشركة ومركز الابتكار في فريدريكسوند، الدنمارك 
وتملك شركة كو-رو مصانع اخري في كلا من الدنمارك والمانيا وسويسرا وهونج كونج وسريلانكا وايران
بالاضافة الي مكاتب تمثيل تجارية في دبي والمانيا وماليزيا والصين
تملك الشركة العديد من العلامات التجارية الخاصة بالمشروبات والعصائر والمثلجات ومنها :
سن كويك (بالإنجليزية: Sun Quick)
سن توب (بالإنجليزية: Sun Top)
سن كولا (بالإنجليزية: Sun Cola)
سن جوي (بالإنجليزية: Sun Joy)
سن لولي (بالإنجليزية: Sun Lolly)
تتوفر هذه المنتجات في العديد من الأسواق الرئيسية حول العالم.

## المملكة العربية السعودية
تأسس مصنع بن زقر كو-رو في جدة كمشروع مشترك بنسبة 50% بين شركة بن زقر السعودية و كو-رو الدنماركية عام 1977
ومنذ ذلك الحين تعد المملكة العربية السعودية المركز الرئيسي لأنتاج العلامة التجارية سن توب في منطقة الشرق الأوسط.
في عام 2018 تم افتتاح مرافق إنتاج ومستودعات ومكتب رئيسي جديد على أحدث طراز لدعم النمو المستقبلي في الشرق الأوسط.

## العراق
في عام 1967 تم توقيع اتفاقية توزيع بين شركة كو-رو و شركة النادر التجارية في العراق ما مهد الطريق لشركة للاشتراك مع أول شريك توزيع لها في منطقة الشرق الأوسط وشمال أفريقيا.
في وقت لاحق استحوذت شركة كو-رو علي نسبة 50% من مجموعة الخضيري العراقية المالك الحالي لشركة النادر التجارية.
تملك ايضاً شركة كو-رو 49% من شركة رانيا للصناعات الغذائية في العراق التي تنتج مشروبات وعصائر العلامة التجارية رانيا.

## مصر
في عام 2021 تم تأسيس مصنع سودان كو-رو لانتاج منتجات العصائر محلياً في مدينة بورسعيد المصرية بنسبة شراكة 50% مع شركة سوادنكو المصرية (بالإنجليزية: SoudanCo) الموزع لمنتجات كو-رو في مصر. بأستثمارات اجمالية 70 مليون جنية مصري. يستهدف المصنع تلبية احتياجيات السوق المصري و التصدير الي البلدان العربية وجنوب افريقيا.
خلال 8 اشهر سجل المصنع مبيعات بقيمة 300 مليون جنية عبر انتاج وتوزيع ما يزيد عن 18 الف طن من منتجات عصائر العلامة التجارية سن توب.

## ماليزيا
تأسس مصنع باركاز كو-رو لانتاج العصائر في ماليزيا عام 1992 كمشروع مشترك بنسبة 50% بين مجموعة باركاز الماليزية وشركة كو-رو.

## الصين
في عام 1986 تم افتتاح اول مصنع لشركة كو-رو في الصين بنسبة ملكية 100% 

## كينيا
في الذكري السنوية 75 لتأسيس شركة كو-رو تم افتتاح مصنع بيد كو-رو في كينيا لخدمة اسواق شرق افريقيا بشراكة بنسبة 50% مع مجموعة بيدكو افريفيا (ب[Bidco Africa] خطأ: {{اللغة-؟؟}}: تعارض: |links= و|link= أو |الوصلة= أو |الوصلات= (مساعدة))

## بنجلاديش
في الذكري 80 لتأسيسها عام 2022 احتفلت الشركة بتأسيس مصنع في بنجلاديش بنسبة شراكة 50% مع ACI Limited

## القيمة الغذائية
- طاقة : 240 كجم
- بروتين : <1 جم
- كاربوهيدرات : 14 جم
- دهن : 0 جم
- ألياف حسية : 0,1 جم
- فيتامين سي : 24 مجم

قد تختلف القيمة الغذائية حسب النكهه والبلد.

## شعار سن توب
(( طعم الفاكهة الطازجة في كل رشفة )).

## الفعاليات والمسابقات في السعودية
منذ عام 1985  يتم كل سنة طرح كتيبات لجمع الملصقات، تتواجد الملصقات على عبوات السن توب، ويتم جمع الملصقات في الكتيبات واستبدالها في مراكز الاستبدال بهدايا. ومن أشهر هذه الكتيبات :
| اسم الكتيب                             | الغلاف | عدد الملصقات | سنة الإصدار  |
| -------------------------------------- | ------ | ------------ | ------------ |
| الأرقام القياسية العالمية              |        | 56           | 1985 م/1986م |
| عجائب العالم                           |        | 56           | 1986م/1987م  |
| إختراعات العالم                        |        | 56           | 1987م/1988م  |
| مواصلات العالم                         |        | 56           | 1988م/1989م  |
| حقائق العالم                           |        | 56           | 1989م/1990م  |
| حيوانات العالم                         |        | 56           | 1990م/1991م  |
| رياضات العالم                          |        | 60           | 1991م/1992م  |
| غرائب العالم                           |        | 60           | 1992م/1993م  |
| محيطات العالم                          |        | 60           | 1993م/1994م  |
| عالم الطبيعة                           |        | 60           | 1994م/1995م  |
| بلدان العالم                           |        | 60           | 1995م/1996م  |
| معارف العالم                           |        | 60           | 1996م/1997م  |
| مستكشفو العالم                         |        | 60           | 1997م/1998م  |
| أسرار العالم                           |        | 60           | 1998م/1999م  |
| عجائب العالم (نسخة مطورة)              |        | 40           | 1998م/1999م  |
| عصور العالم                            |        | 60           | 1999-م/2000م |
| مناخ العالم                            |        | 60           | 2000م/2001م  |
| مواصلات العالم (نسخة مطورة)            |        | 32           | 2001م/2002م  |
| سيارات العالم                          |        | 32           | 2003         |
| العالم في 32 يوم                       |        | 32           | 2004         |
| حيوانات العالم (نسخة مطورة)            |        | 32           | 2005         |
| عالم الفضاء                            |        | 36           | 2006         |
| رياضات العالم (نسخة مطورة)             |        | 32           | 2007         |
| مدن العالم                             |        | 32           | 2008         |
| الأرقام القياسية العالمية (نسخة مطوره) |        | 32           | 2008 - 2009  |
| إختراعات العالم (نسخة مطوره)           |        | 33           | 2010         |
| مغامرات العالم                         |        | 33           | 2011         |
| ألعاب العالم                           |        | 33           | 2011 - 2012  |
| عجائب العالم الجديدة                   |        | 33           | 2012 - 2013  |
| عالم كرة القدم                         |        | 33           | 2013         |
| عادات العالم                           |        | 33           | 2014         |
| جزيرة سن توب                           |        | 25           | 2015         |
| مغامرات أدغال جزيرة سن توب             |        | 30           | 2017         |
| قصة سن توب                             |        | 30           | 2018         |

## مسابقات الرسم سن توب
بدأت مسابقة الرسم «مسابقة نجم العام» عام 2003 وفي كل عام تضع شركة بن زقر كو-رو في السعودية ورقة الرسم داخل الكرتون وعلى المتسابق ان يرسم لوحه فنيه من صنعه ويرسلها إلى أحد مراكز التسليم في مدينته ويدخل السحب على عده جوائز. بين عام 2003 إلى 2010 كان هناك فائز واحد في السنه و 9 فائزين اخرين لهم جوائز أيضا، وبين عامي 2011 إلى 2012 أصبح هناك 5 نجوم فقط يفوزون بالجوائز كل عام. وفي عام 2013 أصبح هناك 18 فائز كل سنه، وفي عام 2014 إنتهت مسابقة الرسم وحل مكانها مسابقة زوايا سن توب القلوب، وهذه قائمة بأسماء الفائزون وسنه الفوز
| اسم الفائز | السنة | المدينة         |
| --- | ----- | --------------- |
| باسل عياش | 2003  | القطيف          |
| علاء الفرج | 2004  | القطيف          |
| باسل عياش | 2005  | القطيف          |
| هبة ياسر عثمان | 2006  | مكة المكرمة     |
| عمار عبد الرحمن | 2007  | المدينة المنورة |
| أمل عبده علي فاضل | 2008  | جيزان           |
| أسماء عبد القادر سعود | 2009  | المدينة المنورة |
| حكمية حسن العبيدي | 2010  | القطيف          |
| عبد الله - سالك - باسم - فيصل - رانيا | 2011  | عدة مدن         |
| أحمد - ريان - عيشه - سهى - هبه | 2012  | عده مدن         |
| ريحانه - ريما - سهى محمد حسني - محمد سليمان رمشا - لجين - مريم - منار - عبد المحسن - عبد الرحمن - إيمان - عبد الواحد - أحمد - علياء - ريماس - سميه - عائشه | 2013  | عده مدن         |

## إنظر أيضا
سن كولا

## روابط خارجية
- موقع سن توب السعودية
- موقع سن توب الرسمي
- موقع شركة كو-رو الرسمي